# Johnny McKinstry
Jonathan "Johnny" McKinstry (Lisburn, 16 de julho de 1985) é um treinador de futebol britânico. Atualmente comanda a Seleção Ugandense.

## Carreira

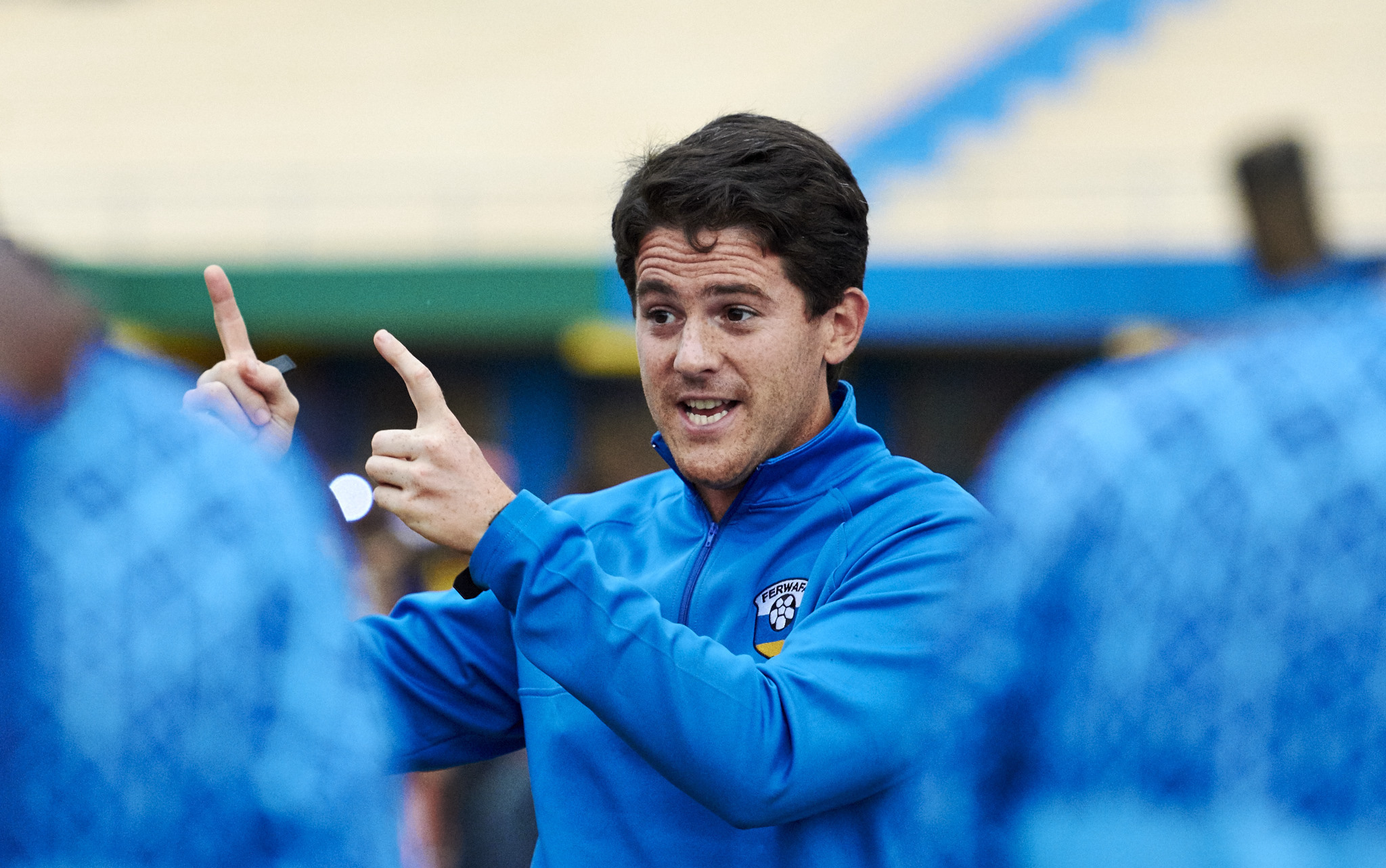
McKinstry durante treino da Seleção Ruandesa, em 2015.

Sem experiência como jogador de futebol, McKinstry dedicou sua carreira no futebol em outras funções: trabalhou na Associação de Futebol da Irlanda, Newcastle e New York Red Bulls, e dirigia uma academia de futebol pertencente à fundação pertencente ao galês Craig Bellamy em Freetown, capital de Serra Leoa.
Como treinador, estreou em abril de 2013, justamente no comando da Seleção de Serra Leoa, aos 27 anos, no lugar do sueco Lars-Olof Mattsson., tornando-se o mais jovem técnico a assumir a função. 
Devido a uma sequência de resultados inexpressivos, deixou o cargo,, porém foi durante a passagem de McKinstry que Serra Leoa figurou pela primeira vez entre as 50 melhores seleções do ranking da FIFA e também chegou a ficar na sétima posição entre as seleções africanas.
Em março de 2015, a Associação de Futebol de Ruanda confirmou que o norte-irlandês assumiria o comando da seleção nacional, além das equipes sub-20 e sub-23. Deixou o cargo em agosto de 2016, com 44% de aproveitamento em 25 partidas.
Em julho de 2017, assumiu o Kauno Žalgiris (Lituânia), onde venceu apenas um jogo, empatou 3 e perdeu 8, saindo em janeiro do ano seguinte. Voltou à ativa em novembro de 2018, desta vez para comandar o Saif, da Bangladesh Premier League, tendo seu melhor desempenho na carreira: em 15 partidas, venceu 15, empatou 5 e perdeu 7 (aproveitamento de 55,56%). Desde setembro de 2019, McKinstry comanda a Seleção Ugandense, após a saída do francês Sébastien Desabre para o Pyramids. Ao assumir os Cranes, ele tornou-se o primeiro norte-irlandês a comandar 3 seleções diferentes.